# Kalanchoe hildebrandtii
Kalanchoe hildebrandtii là một loài thực vật có hoa trong họ Crassulaceae. Loài này được Baill. miêu tả khoa học đầu tiên năm 1882.